# Hassane Kamara
Hassane Kamara (Saint-Denis, 5 marzo 1994) è un calciatore francese naturalizzato ivoriano, difensore dell'Udinese.

## Biografia
Nato in Francia, a Saint-Denis, ha origini ivoriane, maliane e gambiane.

## Caratteristiche tecniche
È un terzino sinistro, ma si adatta in tutta la fascia. All'occorrenza utilizzato anche a destra, si distingue per la sua grande capacità di corsa e una buona tecnica di base che gli permette di essere un abile crossatore e un discreto battitore di calci piazzati.

## Carriera

### Club
Prodotto del settore giovanile del Tolosa, nel 2012 viene acquistato dallo Châteauroux con cui colleziona 27 presenze condite da 5 reti.
Nell'agosto 2015 viene acquistato dallo Stade Reims, con cui debutta in Ligue 1 il 19 dicembre successivo in occasione dell'incontro perso 2-0 contro il Bastia.
Il 4 gennaio 2022 si trasferisce al Watford.
Il 23 agosto 2022 viene acquistato dall'Udinese, che contestualmente lo lascia in prestito al Watford per la stagione 2022-2023. Rientrato dal prestito nell'estate 2023, esordisce con i friulani il 20 agosto da titolare alla prima di campionato contro la Juventus, giocando un tempo prima di essere rilevato da un altro debuttante, Jordan Zemura. Il 2 marzo 2024 segna la sua prima rete in serie A nel pareggio interno contro la Salernitana per 1-1.

### Nazionale
Nel marzo 2017 ha rifiutato la convocazione da parte del Gambia dichiarando di voler scegliere in futuro fra Mali e Costa d'Avorio. Opta per rappresentare quest'ultima, da cui viene convocato per la prima volta nel maggio 2021. Debutta il 5 giugno dello stesso anno nell'amichevole vinta 2-1 contro il Burkina Faso.

## Statistiche

### Presenze e reti nei club
Statistiche aggiornate al 10 novembre 2024.
| Stagione              | Squadra               | Campionato            | Campionato | Campionato | Coppe nazionali | Coppe nazionali | Coppe nazionali | Coppe continentali | Coppe continentali | Coppe continentali | Altre coppe | Altre coppe | Altre coppe | Totale | Totale |
| Stagione              | Squadra               | Comp                  | Pres       | Reti       | Comp            | Pres            | Reti            | Comp               | Pres               | Reti               | Comp        | Pres        | Reti        | Pres   | Reti   |
| --------------------- | --------------------- | --------------------- | ---------- | ---------- | --------------- | --------------- | --------------- | ------------------ | ------------------ | ------------------ | ----------- | ----------- | ----------- | ------ | ------ |
| 2013-2014             | Châteauroux           | L2                    | 5          | 1          | CF+CdL          | 0+0             | 0+0             | -                  | -                  | -                  | -           | -           | -           | 5      | 1      |
| 2014-2015             | Châteauroux           | L2                    | 21         | 4          | CF+CdL          | 3+1             | 1+0             | -                  | -                  | -                  | -           | -           | -           | 25     | 5      |
| lug.-ago. 2015        | Châteauroux           | N                     | 1          | 0          | CF+CdL          | 0+0             | 0+0             | -                  | -                  | -                  | -           | -           | -           | 1      | 0      |
| Totale Chateauroux    | Totale Chateauroux    | Totale Chateauroux    | 27         | 5          |                 | 4               | 1               |                    | -                  | -                  |             | -           | -           | 31     | 6      |
| ago. 2015-2016        | Stade Reims           | L1                    | 2          | 0          | CF+CdL          | 0+0             | 0+0             | -                  | -                  | -                  | -           | -           | -           | 2      | 0      |
| 2016-gen. 2017        | Stade Reims           | L2                    | 1          | 0          | CF+CdL          | 1+0             | 0+0             | -                  | -                  | -                  | -           | -           | -           | 2      | 0      |
| gen.-giu. 2017        | Créteil-Lusitanos     | N                     | 15         | 2          | -               | -               | -               | -                  | -                  | -                  | -           | -           | -           | 15     | 2      |
| 2017-2018             | Stade Reims           | L2                    | 22         | 1          | CF+CdL          | 2+2             | 0+0             | -                  | -                  | -                  | -           | -           | -           | 26     | 1      |
| 2018-2019             | Stade Reims           | L1                    | 16         | 0          | CF+CdL          | 2+1             | 0+0             | -                  | -                  | -                  | -           | -           | -           | 19     | 0      |
| 2019-2020             | Stade Reims           | L1                    | 23         | 2          | CF+CdL          | 1+4             | 0+0             | -                  | -                  | -                  | -           | -           | -           | 28     | 2      |
| Totale Stade de Reims | Totale Stade de Reims | Totale Stade de Reims | 64         | 3          |                 | 13              | 0               |                    | -                  | -                  |             | -           | -           | 77     | 3      |
| 2020-2021             | Nizza                 | L1                    | 36         | 2          | CF              | 2               | 0               | UEL                | 4                  | 1                  | -           | -           | -           | 42     | 3      |
| 2021-gen. 2022        | Nizza                 | L1                    | 11         | 0          | CF              | 0               | 0               | -                  | -                  | -                  | -           | -           | -           | 11     | 0      |
| Totale Nizza          | Totale Nizza          | Totale Nizza          | 47         | 2          |                 | 2               | 0               |                    | 4                  | 1                  |             | -           | -           | 53     | 3      |
| gen.-giu. 2022        | Watford               | PL                    | 19         | 1          | FACup+CdL       | 0+0             | 0+0             | -                  | -                  | -                  | -           | -           | -           | 19     | 1      |
| 2022-2023             | Watford               | FLC                   | 32         | 0          | FACup+CdL       | 0+0             | 0+0             | -                  | -                  | -                  | -           | -           | -           | 32     | 0      |
| Totale Watford        | Totale Watford        | Totale Watford        | 51         | 1          |                 | 0               | 0               |                    | -                  | -                  |             | -           | -           | 51     | 1      |
| 2023-2024             | Udinese               | A                     | 35         | 1          | CI              | 2               | 0               | -                  | -                  | -                  | -           | -           | -           | 37     | 1      |
| 2024-2025             | Udinese               | A                     | 10         | 1          | CI              | 1               | 0               | -                  | -                  | -                  | -           | -           | -           | 11     | 1      |
| Totale Udinese        | Totale Udinese        | Totale Udinese        | 45         | 2          |                 | 3               | 0               |                    | -                  | -                  |             | -           | -           | 48     | 2      |
| Totale carriera       | Totale carriera       | Totale carriera       | 249        | 15         |                 | 22              | 1               |                    | 4                  | 1                  |             | -           | -           | 275    | 17     |

### Cronologia presenze e reti in nazionale
| Cronologia completa delle presenze e delle reti in nazionale ― Costa d'Avorio | Cronologia completa delle presenze e delle reti in nazionale ― Costa d'Avorio | Cronologia completa delle presenze e delle reti in nazionale ― Costa d'Avorio | Cronologia completa delle presenze e delle reti in nazionale ― Costa d'Avorio | Cronologia completa delle presenze e delle reti in nazionale ― Costa d'Avorio | Cronologia completa delle presenze e delle reti in nazionale ― Costa d'Avorio | Cronologia completa delle presenze e delle reti in nazionale ― Costa d'Avorio | Cronologia completa delle presenze e delle reti in nazionale ― Costa d'Avorio |
| Data                                                                          | Città                                                                         | In casa                                                                       | Risultato                                                                     | Ospiti                                                                        | Competizione                                                                  | Reti                                                                          | Note                                                                          |
| ----------------------------------------------------------------------------- | ----------------------------------------------------------------------------- | ----------------------------------------------------------------------------- | ----------------------------------------------------------------------------- | ----------------------------------------------------------------------------- | ----------------------------------------------------------------------------- | ----------------------------------------------------------------------------- | ----------------------------------------------------------------------------- |
| 5-6-2021                                                                      | Abidjan                                                                       | Costa d'Avorio                                                                | 2 – 1                                                                         | Burkina Faso                                                                  | Amichevole                                                                    | -                                                                             |                                                                               |
| 11-6-2021                                                                     | Cape Coast                                                                    | Ghana                                                                         | 0 – 0                                                                         | Costa d'Avorio                                                                | Amichevole                                                                    | -                                                                             | 58’                                                                           |
| 3-9-2021                                                                      | Maputo                                                                        | Mozambico                                                                     | 0 – 0                                                                         | Costa d'Avorio                                                                | Qual. Mondiali 2022                                                           | -                                                                             |                                                                               |
| 8-10-2021                                                                     | Soweto                                                                        | Malawi                                                                        | 0 – 3                                                                         | Costa d'Avorio                                                                | Qual. Mondiali 2022                                                           | -                                                                             |                                                                               |
| 13-11-2021                                                                    | Cotonou                                                                       | Costa d'Avorio                                                                | 3 – 0                                                                         | Mozambico                                                                     | Qual. Mondiali 2022                                                           | -                                                                             |                                                                               |
| 29-3-2022                                                                     | Londra                                                                        | Inghilterra                                                                   | 3 – 0                                                                         | Costa d'Avorio                                                                | Amichevole                                                                    | -                                                                             |                                                                               |
| 9-6-2022                                                                      | Johannesburg                                                                  | Lesotho                                                                       | 0 – 0                                                                         | Costa d'Avorio                                                                | Qual. Coppa d'Africa 2023                                                     | -                                                                             | 75’                                                                           |
| 17-11-2023                                                                    | Abidjan                                                                       | Costa d'Avorio                                                                | 9 – 0                                                                         | Seychelles                                                                    | Qual. Mondiali 2026                                                           | -                                                                             | 78’                                                                           |
| 20-11-2023                                                                    | Dar es Salaam                                                                 | Gambia                                                                        | 0 – 2                                                                         | Costa d'Avorio                                                                | Qual. Mondiali 2026                                                           | -                                                                             |                                                                               |
| 21-3-2025                                                                     | Meknes                                                                        | Burundi                                                                       | 0 – 1                                                                         | Costa d'Avorio                                                                | Qual. Mondiali 2026                                                           | -                                                                             | 82’                                                                           |
| 24-3-2025                                                                     | Abidjan                                                                       | Costa d'Avorio                                                                | 1 – 0                                                                         | Gambia                                                                        | Qual. Mondiali 2026                                                           | -                                                                             | 56’                                                                           |
| Totale                                                                        |                                                                               | Presenze                                                                      | 11                                                                            |                                                                               | Reti                                                                          | 0                                                                             |                                                                               |

## Palmarès
- Ligue 2: 1

Stade Reims: 2017-2018